# 19848 Yeungchuchiu
19848 Yeungchuchiu este un asteroid din centura principală de asteroizi.

## Descriere
19848 Yeungchuchiu este un asteroid din centura principală de asteroizi. A fost descoperit pe 2 octombrie 2000 la Desert Beaver Observatory de William Kwong Yu Yeung. Asteroidul prezintă o orbită caracterizată de o semiaxă mare de 3,01 ua, o excentricitate de 0,08 și o înclinație de 11,1° în raport cu ecliptica.